# Una questione di attribuzione
Una questione di attribuzione (A Question of Attribution) è un'opera teatrale del commediografo inglese Alan Bennett, portata al debutto a Londra nel 1988. L'opera era messa in scena in repertorio con l'atto unico An Englishman Abroad, con cui forma il dittico comico intitolato Single Spies.

## Trama
Sir Anthony Blunt, curatore della collezione d'arte di Elisabetta II e uno dei cinque di Cambridge, viene interrogato da Chubb, un membro dell'MI5, che gli rivolge numerose domande sul suo lavoro, sulla sua posizione da direttore del Courtauld Institute of Art e sui suoi rapporti personali con la Regina d'Inghilterra. Mentre supervisiona il restauro di un dipinto attribuito in parte a Tiziano, Blunt scopre che il doppio ritratto contiene una terza figura, sopra cui un artista sconosciuto ha dipinto qualcosa. Ritiene dunque che l'opera sia un compagno dell'Allegoria della Prudenza, conservato alla National Gallery, e che la terza figura sia il ritratto del figlio di Tiziano.
Mentre ispeziona la Royal Collection, di cui è il curatore, Sir Anthony riceve una visita inaspettata da parte della Regina. I due parlano brevemente dei quadri di Jan Vermeer e Han van Meegeren nella collezione e di come questi sembrino essere dei falsi. La sovrana è incuriosita dal fatto, ripensando come all'epoca della loro acquisizione, negli anni quaranta, essi sembrassero invece definitivamente autentici. Tuttavia, la Regina afferma che è proprio questa la caratteristica essenziale delle menzogne e dei segreti: sembrare autentici al momento solo per poi risultare evidentemente falsi in seguito. Sir Anthony è sorpreso dal commento e capisce che la Regina sa che egli è una spia. Dopo che la sovrana ha lasciato la stanza, un assistente chiede a Blunt di che cosa abbia parlato con Elisabetta: risponde che lui ha parlato d'arte, ma di non essere sicuro di cosa la Regina stesse effettivamente parlando.
Nel 1979 Anthony Blunt viene smascherato come spia, ma aleggia il sospetto che l'uomo non sia che un capro espiatorio per una congiura più grande. Interrogato dall'MI5, Blunt afferma che nel quadro attribuito a Tiziano si possano vedere anche una quarta e una quinta figura grazie ai raggi X.

## Storia delle rappresentazioni
Una questione di attribuzione ha fatto il suo debutto al National Theatre di Londra il 24 novembre 1988, per la regia di Simon Callow. Insieme alla pièce gemella An Englishman Abroad, la commedia fu accolta positivamente da critica e pubblico e nel 1991 fu riadattata nell'omonimo film televisivo dalla BBC. Il cast originale del National Theatre comprendeva Callow nel ruolo di Chubb, lo stesso Alan Bennett nella parte di Blunt, Prunella Scales nei panni della Regina d'Inghilterra e Brett Fancy, Crispin Redman e David Terence nei ruoli minori di Colin, Phillips e del restauratore. Insieme ad An Englishman Abroad, Una questione di attribuzione vinse il Laurence Olivier Award alla migliore commedia nel 1990. L'adattamento televisivo del 1991 vinse il Premio BAFTA.